# Bistum Arras
Das Bistum Arras (lateinisch Dioecesis Atrebatensis, französisch Diocèse d’Arras) ist eine in Frankreich gelegene römisch-katholische Diözese mit Sitz in Arras. Sein Gebiet entspricht dem Département Pas-de-Calais.

## Geschichte
Das Bistum Arras wurde im Jahr 1094 errichtet und dem Erzbistum Reims als Suffraganbistum unterstellt.  Am 12. Mai 1559 wurde das Bistum Arras dem Erzbistum Cambrai als Suffraganbistum unterstellt. Dem Bistum Arras wurden am 29. November 1801 Teile der Gebiete der Bistümer Boulogne und Saint-Omer angegliedert. Am 30. März 2008 wurde das Bistum Arras dem Erzbistum Lille als Suffraganbistum unterstellt.

## Weblinks

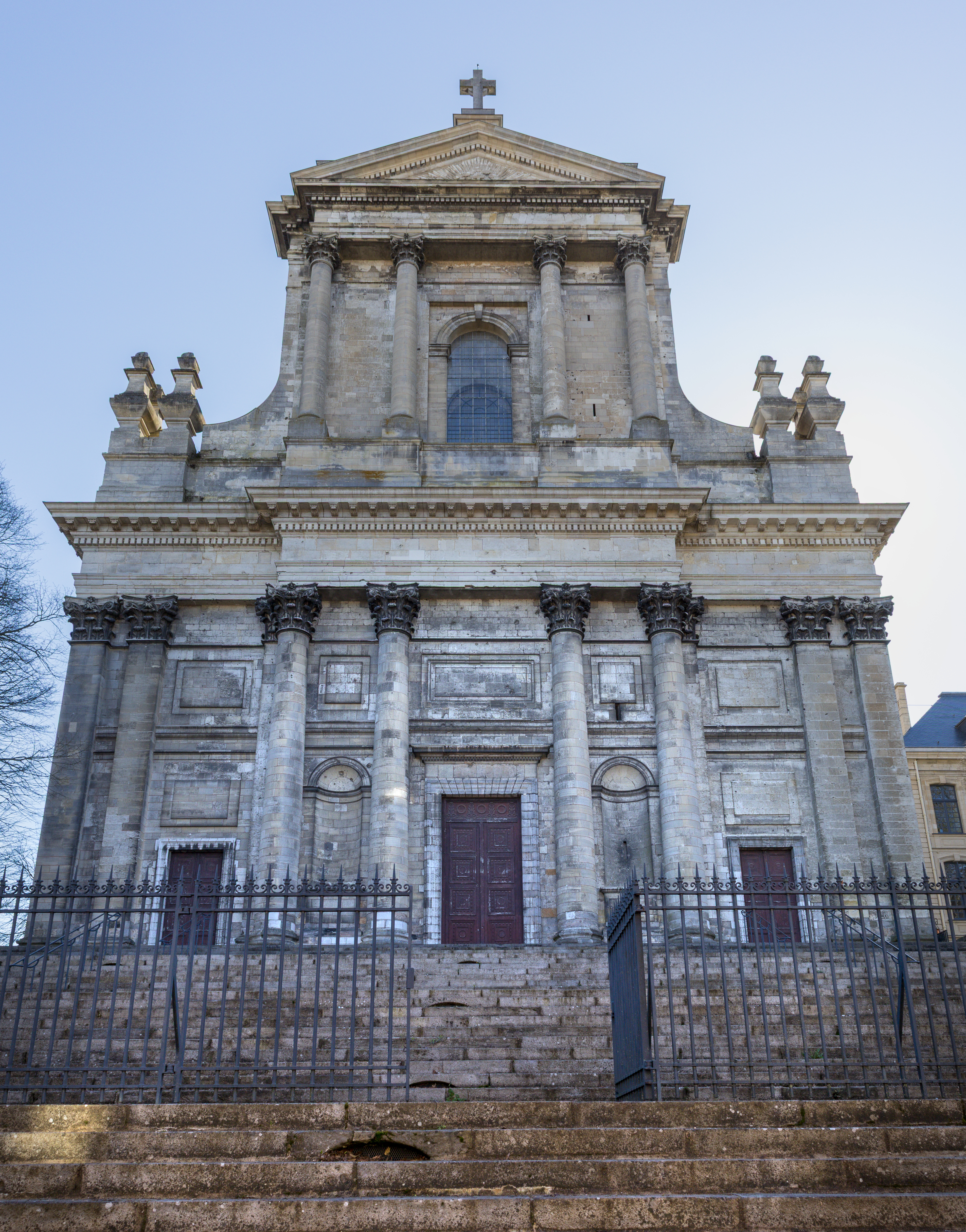
Kathedrale Notre-Dame et Saint-Vaast in Arras